# Casarano Calcio 1989-1990
Questa voce raccoglie le informazioni riguardanti il Casarano Calcio nelle competizioni ufficiali della stagione 1989-1990.

## Rosa
| N. |                   | Ruolo | Calciatore         |
| -- | ----------------- | ----- | ------------------ |
|    | Italia (bandiera) |       | Balesini           |
|    | Italia (bandiera) | D     | Luciano Bellaspiga |
|    | Italia (bandiera) | A     | Gerardo Berardi    |
|    | Italia (bandiera) | D     | Marco Carrozzo     |
|    | Italia (bandiera) | D     | Andrea Chiriatti   |
|    | Italia (bandiera) | D     | Giovanni Cusatis   |
|    | Italia (bandiera) | D     | Paolo Danzè        |
|    | Italia (bandiera) | D     | Walter Dondoni     |
|    | Italia (bandiera) | A     | Fabrizio Foglietti |
|    | Italia (bandiera) | C     | Luca Landonio      |
|    | Italia (bandiera) | D     | Enrico Leoni       |

| N. |                   | Ruolo | Calciatore           |
| -- | ----------------- | ----- | -------------------- |
|    | Italia (bandiera) | A     | Marco Limetti        |
|    | Italia (bandiera) |       | Livieri              |
|    | Italia (bandiera) | C     | Fulvio Navone        |
|    | Italia (bandiera) | P     | Vincenzo Nunziata    |
|    | Italia (bandiera) | C     | Gianfranco Palmisano |
|    | Italia (bandiera) | P     | Mauro Pasquale       |
|    | Italia (bandiera) | A     | Maurizio Passabì     |
|    | Italia (bandiera) | C     | Giacomo Pettinicchio |
|    | Italia (bandiera) |       | Santoro              |
|    | Italia (bandiera) | A     | Fabrizio Schirinzi   |
|    | Italia (bandiera) | D     | Marco Zaffaroni      |

## Risultati

### Serie C1

#### Girone di andata
| 17 settembre 1989 1ª giornata | Casarano | 1 – 0 | Siracusa |  |

| 24 settembre 1989 2ª giornata | Catania | 0 – 0 | Casarano |  |

| 1º ottobre 1989 3ª giornata | Casarano | 1 – 1 | Campania Puteolana |  |

| 8 ottobre 1989 4ª giornata | Ischia Isolaverde | 1 – 2 | Casarano |  |

| 15 ottobre 1989 5ª giornata | Casarano | 1 – 0 | Perugia |  |

| 22 ottobre 1989 6ª giornata | Fidelis Andria | 1 – 0 | Casarano |  |

| 29 ottobre 1989 7ª giornata | Casarano | 0 – 0 | Palermo |  |

| 5 novembre 1989 8ª giornata | Casarano | 2 – 1 | Brindisi |  |

| 12 novembre 1989 9ª giornata | Francavilla | 1 – 2 | Casarano |  |

| 19 novembre 1989 10ª giornata | Salernitana | 0 – 0 | Casarano |  |

| 26 novembre 1989 11ª giornata | Casarano | 0 – 0 | Taranto |  |

| 19 dicembre 1989 12ª giornata | Monopoli | 0 – 2 | Casarano |  |

| 10 dicembre 1989 13ª giornata | Casarano | 2 – 2 | Torres |  |

| 17 dicembre 1989 14ª giornata | Ternana | 3 – 1 | Casarano |  |

| 30 dicembre 1989 15ª giornata | Casarano | 1 – 0 | Giarre |  |

| 7 gennaio 1990 16ª giornata | Sambenedettese | 0 – 2 | Casarano |  |

| 14 gennaio 1990 17ª giornata | Casarano | 1 – 0 | Casertana |  |

#### Girone di ritorno
| 28 gennaio 1990 18ª giornata | Siracusa | 1 – 0 | Casarano |  |

| 4 febbraio 1990 19ª giornata | Casarano | 1 – 0 | Catania |  |

| 11 febbraio 1990 20ª giornata | Campania Puteolana | 2 – 2 | Casarano |  |

| 18 febbraio 1990 21ª giornata | Casarano | 2 – 0 | Ischia Isolaverde |  |

| 4 marzo 1990 22ª giornata | Perugia | 0 – 0 | Casarano |  |

| 11 marzo 1990 23ª giornata | Casarano | 1 – 0 | Fidelis Andria |  |

| 18 marzo 1990 24ª giornata | Palermo | 4 – 1 | Casarano |  |

| 25 marzo 1990 25ª giornata | Brindisi | 1 – 3 | Casarano |  |

| 1º aprile 1990 26ª giornata | Casarano | 3 – 2 | Francavilla |  |

| 8 aprile 1990 27ª giornata | Casarano | 0 – 1 | Salernitana |  |

| 14 aprile 1990 28ª giornata | Taranto | 2 – 0 | Casarano |  |

| 29 aprile 1990 29ª giornata | Casarano | 0 – 3 | Monopoli |  |

| 6 maggio 1990 30ª giornata | Torres | 2 – 0 | Casarano |  |

| 13 maggio 1990 31ª giornata | Casarano | 1 – 0 | Ternana |  |

| 20 maggio 1990 32ª giornata | Giarre | 1 – 0 | Casarano |  |

| 27 maggio 1990 33ª giornata | Casarano | 0 – 0 | Sambenedettese |  |

| 3 giugno 1990 34ª giornata | Casertana | 4 – 0 | Casarano |  |